# Канталупо, Джим
Джеймс Ричард Канталупо (англ. James Richard Cantalupo; 14 ноября 1943 — 19 апреля 2004) — американский бизнесмен. Он занимал пост председателя и главного исполнительного директора корпорации McDonald's с 2003 года до своей внезапной смерти от сердечного приступа в возрасте 60 лет.

## Биография
Канталупо родился в Ок-Парке, штат Иллинойс, и был старшим ребенком в семье ирландского и итальянского происхождения. Его отец был окулистом, а мать — домохозяйкой. Канталупо получил степень в области бухгалтерского учета в Университете Иллинойса в Урбане-Шампейне, где он был принят в братство Zeta Psi.
Он женился, у него родились дочь и сын.

## Карьера
Он стал сертифицированным бухгалтером и проработал восемь лет в Arthur Young , где McDonald's был клиентом. Ему предложили должность контролера со значительным повышением зарплаты в тогда быстрорастущей McDonald's, прежде чем он принял решение в течение месяца, и, наконец, присоединился в 1974 году. В том же году он был повышен до вице-президента и старшего вице-президента в 1981 году.  Он стал президентом McDonald's International в 1987 году и ее генеральным директором в 1991 году. Он уступил высшую должность Джеку Гринбергу в 1999 году.  McDonald's объявил о его планах выхода на пенсию в апреле 2001 года, но 1 декабря Гринберг ушел в отставку, а Канталупо согласился остаться еще на год, чтобы помочь с переходом руководства.
Канталупо занял пост генерального директора и председателя 1 января 2003 года. Акционеры не были впечатлены, посчитав, что его назначение свидетельствует о «инбридинге» компании. Тем не менее, Канталупо отдали должное за восстановление компании в последующие 12 месяцев: «он разработал план», который включал «ускоренное внедрение более здоровой пищи, такой как салаты».
Канталупо ранее входил в совет директоров Sears, Roebuck and Company. Он присутствовал на съезде McDonald's в Орландо, штат Флорида, когда у него случился сердечный приступ, и он позже умер. Генеральный директор McDonald's Japan Дэн Фудзита умер от сердечной недостаточности два дня спустя.